# 南坞镇
南坞乡，是中华人民共和国河南省许昌市鄢陵县下辖的一个乡镇级行政单位。

## 行政区划
南坞乡下辖以下地区：
南坞村、卜寨村、卢庄村、北坞村、安头村、田庄村、屯南村、屯北村、秦岗村、耿屯村、关庄村、刘圪垱村、杨树湾村、时楼村、柴庄村、岗苏村、周桥村、牛薛村、刘贾村、孙老庄村、裴毛庄村、南曹庄村、党庄村、前石村、彭庄村和程庄村。